# Corylus jacquemontii
Corylus jacquemontii là một loài thực vật có hoa trong họ Betulaceae. Loài này được Decne. mô tả khoa học đầu tiên năm 1844.